# Helen Barnett-Burkart
Pour les articles homonymes, voir Barnett et Burkart.
Helen Catherine Barnett-Burkart (née le 13 mai 1958 à Londres) est une ancienne sprinteuse britannique. Elle a participé aux 400 mètres femmes aux Jeux olympiques d'été de 1984. Après les Jeux olympiques d'été de 1984, elle a épousé le sprinteur suisse Stefan Burkart (en) et a représenté la Suisse aux Jeux olympiques d'été de 1992 au relais 4 × 400 mètres féminin,.

## Vie sportive
En 1982, elle est arrivée neuvième à l'épreuve du 200 mètres pour l'Angleterre lors des Jeux du Commonwealth à Brisbane.
Aux Jeux olympiques de 1984 à Los Angeles, elle a atteint les demi-finales sur 400 mètres et s'est classée quatrième avec l'équipe britannique dans le relais 4 × 400 mètres.
En 1986, Helen Barnett-Burkart a été éliminée sur 400 mètres aux Jeux du Commonwealth d'Édimbourg au tour préliminaire et aux championnats d'Europe d'athlétisme à Stuttgart en demi-finales.
Elle ne s'est pas qualifiée pour les Jeux olympiques de 1992, à la suite de l'échec de son équipe suisse au relais 4 × 400 mètres. L'année suivante, le quatuor suisse composé de Helen Barnett-Burkart, Regina Zürcher (de), Marquita Brillante et Kathrin Lüthi (de) s'est classé huitième aux championnats du monde d'athlétisme 1993 à Stuttgart et a établi l'actuel record national avec un temps de 3 min 28 s 52.

## Records personnels
- 50 m (salle) : 6 s 56, 27 janvier 1991, Saint-Gall
- 60 m (salle) : 7 s 4, 17 novembre 1979, Cosford

- 100 m : 11 s 45, 26 août 1983, Bruxelles
- 200 m : 23 s 14, 17 juillet 1982, Londres
  - Salle : 24 s 10, 4 février 1984, Vittel
- 400 m : 52 s 13, 28 juin 1984, Oslo